# 近藤金吾
近藤 金吾（こんどう きんご、1962年10月15日 - ）は、日本の音楽家。青森県西津軽郡深浦町出身。血液型はB型。　

## 概要
TIMESLIP-RENDEZVOUSのボーカリスト。「スマイルプロジェクト」から「ホホエムチカラ」をリリース。下北沢CLUB QueにおいてLIVE EVENT「NAKID COLLECTION」を企画している。

## NAKED COLLECTION
近藤金吾主催により、下北沢CLUB Queで「普段バンドで歌っている人がアコースティックでライヴを行う」をテーマに開催しているアコースティックイベント。このイベントでは出演者全員でのリレー式セッション曲を作り、ライブ当日に披露し、CD-Rにて販売が行われている。
NAKED COLLECTION 1
- 2004年6月30日
- 近藤金吾、LOOPUS、穣児・安高（クラッシュ・イン・アントワープ）
- 「空景素描 〜アメ・ノチ・ハレ〜」リリース

NAKED COLLECTION 2
- 2004年11月4日
- 近藤金吾、POWDER、中尾諭介（In the Soup）、中嶋佑樹（SPIRO）
- 「ミルへの手紙」リリース

NAKED COLLECTION 3
- 2005年3月2日
- 近藤金吾、鈴木圭介（フラワーカンパニーズ）、小井出ヒサシ（JERRY LEE PHANTOM）
- 「一人ぼっちのハピネス」リリース

NAKED COLLECTION 4
- 2005年9月12日
- 近藤金吾、近藤智洋（PEALOUT）、松本タカヒロ
- 「Summer Rainbow」リリース

NAKED COLLECTION 5
- 2005年12月4日
- 近藤金吾、HARCO、大石昌良
- 「誰かに届ける歌」リリース

NAKED COLLECTION 6
- 2006年4月2日
- 近藤金吾、新井仁（NORTHERN BRIGHT、RON RON CLOU）、ゴンダタケシ（GRiP）
- 「Step, Right Now」リリース

NAKED COLLECTION 7
- 2007年1月14日
- 近藤金吾、裸眼[牧野元（The castanets）+山田稔明]、オーノキヨフミ
- 「ツミキ」リリース

## メディア出演

### テレビ
- MUSIC PARTY（2013年1月1日 - 、TOKAIケーブルネットワーク ） - 司会

### ラジオ
- 近藤金吾のせーのでFight♪（2015年10月 - 、エフエム青森）